# 朱尼爾·卡米奈羅
朱尼爾·艾爾伯托·卡米奈羅·桑契斯（英語：Junior Alberto Caminero Sánchez，2003年7月5日—），為美國職棒大聯盟的內野手，目前效力於坦帕灣光芒。

## 職業生涯

### 克里夫蘭印地安人
2019年，卡米奈羅與印地安人簽約。期間因為疫情，小聯盟賽季暫停一年。2021年，他從新人聯盟開季。

### 坦帕灣光芒
2021年11月19日，印地安人將卡米奈羅交易到光芒，換來Tobias Myers。2022年球季中，卡米奈羅被升上1A。隔年他被升上高階1A，中途升上2A。這年他入選未來之星明星賽，並在9月登上大聯盟。
2024年，卡米奈羅開季待在3A。這年他受到傷勢困擾，導致出賽場次減少。整季他的打擊率為2成48，並敲出6轟與18分打點。
2025年5月31日，卡米奈羅首次單場雙響砲。他在6月初獲選為美聯單週最佳球員，而他也遞補荷西·拉米瑞茲的位置，成為入選明星賽先發。

## 外部連結
- 球員資訊和成績在MLB ，ESPN，Baseball Reference，Fangraphs（英文）
- 朱尼爾·卡米奈羅在台灣棒球維基館上的頁面（繁體中文）